# Gruppo Sportivo Telgate 1987-1988
Questa voce raccoglie le informazioni riguardanti il Gruppo Sportivo Telgate nelle competizioni ufficiali della stagione 1987-1988.

## Rosa
| N. |                   | Ruolo | Calciatore          |
| -- | ----------------- | ----- | ------------------- |
|    | Italia (bandiera) | A     | Roberto Ambrosini   |
|    | Italia (bandiera) | C     | Paolo Aresi         |
|    | Italia (bandiera) | A     | Gianluigi Brambilla |
|    | Italia (bandiera) | C     | Roberto Crotti      |
|    | Italia (bandiera) | C     | Roberto Garbelli    |
|    | Italia (bandiera) | C     | Giorgio Gatti       |
|    | Italia (bandiera) | P     | Sergio Gualeni      |
|    | Italia (bandiera) | C     | Luciano Locatelli   |
|    | Italia (bandiera) | D     | Mario Mandelli      |
|    | Italia (bandiera) | D     | Claudio Milani      |

| N. |                   | Ruolo | Calciatore                   |
| -- | ----------------- | ----- | ---------------------------- |
|    | Italia (bandiera) | P     | Mirco Moioli                 |
|    | Italia (bandiera) | A     | Adriano Mosele               |
|    | Italia (bandiera) | C     | Walter Mostosi               |
|    | Italia (bandiera) | D     | Massimo Mottalini            |
|    | Italia (bandiera) | D     | Stefano Sana                 |
|    | Italia (bandiera) | A     | Angelo Seveso                |
|    | Italia (bandiera) | C     | Massimo Tamellini            |
|    | Italia (bandiera) | C     | Gianmaria Alessandro Tirloni |
|    | Italia (bandiera) | C     | Ivo Vanotti                  |